# Jean-Yves Besselat
Jean-Yves Besselat, né le 21 décembre 1943 à Quimper (Finistère), mort le 23 mars 2012 au Havre, est un homme politique français.
Il est élu député le 16 juin 2002, pour la XIIe législature (2002-2007), dans la circonscription de la Seine-Maritime (7e). Membre du groupe UMP, il est réélu en juin 2007. Il meurt peu avant la fin du mandat et est remplacé par son suppléant Édouard Philippe.

## Mandats

### Conseil municipal duHavre(Seine-Maritime)
- 19/06/1995 - 18/03/2001 : membre du conseil municipal du Havre

### Conseil général de Seine-Maritime
- 22/03/1982 - 02/10/1988 : membre du conseil général de Seine-Maritime
- 03/10/1988 - 27/03/1994 : membre du conseil général de Seine-Maritime
- 28/03/1994 - 18/03/2001 : membre du conseil général de Seine-Maritime
- 28/03/1994 - 22/03/1998 : membre du conseil général de Seine-Maritime
- 19/03/2001 - 16/03/2008 : membre du conseil général de Seine-Maritime
- 23/03/1998 - 18/03/2001 : vice-président du conseil général de Seine-Maritime
- 19/03/2001 - 29/03/2004 : vice-président du conseil général de Seine-Maritime

### Assemblée nationale
- 18/09/1995 - 21/04/1997 : député de Seine-Maritime
- 1/06/1997 - 18/06/2002 : député de Seine-Maritime
- 19/06/2002 - 19/06/2007 : député de Seine-Maritime
- 20/06/2007 - 23/03/2012 : député de la 7e circonscription de Seine-Maritime avec 56,39 % des suffrages

### Autres mandats
- Administrateur de l'Institut français de la mer[2]